# Ferret 1
Ferret 1 – pierwszy w serii Ferret amerykański satelita wywiadu elektronicznego. Najprawdopodobniej służył do rejestrowania sygnałów radzieckich radarów obrony przeciwlotniczej, telemetrii rakiet i satelitów, oraz podsłuchiwania komunikacji głosowej. Misja zakończyła się częściowym niepowodzeniem – człon Agena B nie odpalił się powtórnie, satelita nie osiągnął zaplanowanej orbity kołowej, a zbyt niskie perygeum orbity sprawiło, że spłonął w atmosferze już 4 marca 1962.